# Jessica Jurado
Jessica Jurado (Guadalajara, Jalisco, México; 12 de octubre de 1968 - 9 de octubre de 2024)fue una actriz mexicana mejor recordada por haber interpretado a Patricia Bracho en la telenovela mexicana La usurpadora (1998). Anteriormente participó en María, la del barrio (1995) y Marionetas (1988), mientras que su última participación fue en Entre el amor y el odio (2002), junto a Susana González y César Évora.
Después de su última Telenovela se retiró del medio artístico para vivir una vida alejada de los reflectores en Estados Unidos sin saberse el motivo de este.
Falleció el 9 de octubre de 2024, tres días antes de cumplir 56 años. Se desconoce la causa de muerte, pero extraoficialmente se cree que fue producto de un infarto.

## Filmografía
| Año       | Nombre                  | Rol                         |
| --------- | ----------------------- | --------------------------- |
| 1986      | Marionetas              | Alejandra Valencia          |
| 1988      | Amor en silencio        | Gloria                      |
| 1995-1996 | María la del barrio     | Verónica Robles de Castillo |
| 1998      | La usurpadora           | Patricia Bracho             |
| 2002      | Entre el amor y el odio | Magda del Castillo          |

#### Series de TV
| Año  | Nombre                       | Rol              |
| ---- | ---------------------------- | ---------------- |
| 1996 | Mujer, casos de la vida real | Varios episodios |